# Persone di nome Giampaolo
| Questa pagina contiene informazioni ricavate automaticamente dalle voci biografiche con l'ausilio del template Bio e di un bot. L'aggiornamento è periodico e automatico e ricostruisce completamente la pagina. Se manca una persona in questa lista, sei pregato di non aggiungerla, ma accertati piuttosto che la sua voce biografica contenga il template Bio e che i dati anagrafici siano correttamente compilati. Se il template Bio manca, inseriscilo tu stesso o, in alternativa, metti l'avviso {{tmp\|Bio}} che ne segnala la mancanza. Se i dati riportati sono sbagliati, correggi direttamente la voce biografica; le modifiche saranno visibili in questa lista entro pochi giorni. Per chiarimenti vedi il progetto antroponimi. La lista contiene solo le 82 persone che sono citate nell'enciclopedia e per le quali è stato implementato correttamente il template Bio. Pagina aggiornata al 16 ott 2024. |

Questa è una lista di persone presenti nell'enciclopedia che hanno il prenome Giampaolo, suddivise per attività principale.

## Allenatori di atletica leggera(1)
- Giampaolo Lenzi, allenatore di atletica leggera italiano (Ferrara, n. 1935 - Ferrara, † 2015)

## Allenatori di calcio(8)
- Giampaolo Ceramicola, allenatore di calcio e ex calciatore italiano (Rimini, n. 1964)
- Giampaolo Lampredi, allenatore di calcio e calciatore italiano (Piazzola sul Brenta, n. 1940 - Padova, † 2020)
- Giampaolo Mazza, allenatore di calcio e ex calciatore sammarinese (Genova, n. 1956)
- Giampaolo Montesano, allenatore di calcio e ex calciatore italiano (Aulla, n. 1958)
- Giampaolo Parisi, allenatore di calcio e ex calciatore italiano (Cava de' Tirreni, n. 1979)
- Giampaolo Piaceri, allenatore di calcio e ex calciatore italiano (Camaiore, n. 1939)
- Giampaolo Pinna, allenatore di calcio e ex calciatore italiano (Mores, n. 1964)
- Giampaolo Saurini, allenatore di calcio e ex calciatore italiano (Colleferro, n. 1968)

## Allenatori di pallavolo(1)
- Giampaolo Medei, allenatore di pallavolo italiano (Treia, n. 1973)

## Ammiragli(1)
- Giampaolo Di Paola, ammiraglio e politico italiano (Torre Annunziata, n. 1944)

## Arcivescovi cattolici(1)
- Giampaolo Crepaldi, arcivescovo cattolico italiano (Pettorazza Grimani, n. 1947)

## Artisti(1)
- Giampaolo di Cocco, artista, architetto e scrittore italiano (Firenze, n. 1947)

## Attori(2)
- Giampaolo Morelli, attore, sceneggiatore e conduttore televisivo italiano (Napoli, n. 1974)
- Giampaolo Saccarola, attore e doppiatore italiano (Venezia, n. 1952 - Roma, † 1991)

## Batteristi(1)
- Giampaolo Conchedda, batterista italiano (Nuoro, n. 1957)

## Calciatori(4)
- Giampaolo Ciarcià, ex calciatore italiano (Siracusa, n. 1980)
- Gianpaolo Incerti, ex calciatore italiano (Milano, n. 1943)
- Giampaolo Lanzetti, ex calciatore italiano (Orzinuovi, n. 1946)
- Giampaolo Menichelli, ex calciatore italiano (Roma, n. 1938)

## Canottieri(1)
- Giampaolo Tronchin, canottiere italiano (Preganziol, n. 1940 - Latina, † 2021)

## Cantanti(1)
- Paulin, cantante italiano (Portoferraio, n. 1935 - Castellamonte, † 1998)

## Cestisti(3)
- Giampaolo Di Lorenzo, ex cestista e allenatore di pallacanestro italiano (Napoli, n. 1968)
- Giampaolo Ricci, cestista italiano (Roma, n. 1991)
- Giampaolo Zamberlan, ex cestista italiano (Verona, n. 1962)

## Ciclisti su strada(1)
- Giampaolo Caruso, ex ciclista su strada italiano (Avola, n. 1980)

## Collezionisti d'arte(1)
- Giampaolo Dionisi Piomarta, collezionista d'arte italiano (Verona, n. 1886 - Brescia, † 1939)

## Combinatisti nordici(1)
- Giampaolo Mosele, ex combinatista nordico italiano (Asiago, n. 1962)

## Compositori(2)
- Giampaolo Coral, compositore italiano (Trieste, n. 1944 - Trieste, † 2011)
- Giampaolo Testoni, compositore italiano (Milano, n. 1957)

## Condottieri(2)
- Giampaolo Manfrone, condottiero italiano (n. 1523 - Ferrara, † 1552)
- Giampaolo Manfrone, condottiero italiano (Schio, n. 1441 - Pavia, † 1527)

## Designer(1)
- Giampaolo Allocco, designer italiano (Pederobba, n. 1969)

## Direttori d'orchestra(1)
- Giampaolo Pretto, direttore d'orchestra italiano (Dossobuono, n. 1965)

## Dirigenti d'azienda(2)
- Giampaolo Letta, dirigente d'azienda e produttore cinematografico italiano (Roma, n. 1966)
- Giampaolo Sodano, dirigente d'azienda, politico e giornalista italiano (Roma, n. 1942)

## Dirigenti sportivi(3)
- Giampaolo Cheula, dirigente sportivo, ex ciclista su strada e mountain biker italiano (Premosello-Chiovenda, n. 1979)
- Giampaolo Cominato, dirigente sportivo, allenatore di calcio e calciatore italiano (Bolzano, n. 1942 - † 2006)
- Giampaolo Pazzini, dirigente sportivo e ex calciatore italiano (Pescia, n. 1984)

## Driver ippici(1)
- Giampaolo Minnucci, driver italiano (Roma, n. 1967)

## Economisti(1)
- Giampaolo Galli, economista italiano (Milano, n. 1951)

## Fondisti(1)
- Giampaolo Rupil, ex fondista italiano (n. 1955)

## Fotografi(1)
- Giampaolo Sgura, fotografo italiano (Fasano, n. 1974)

## Generali(1)
- Giampaolo Ganzer, generale italiano (Gemona del Friuli, n. 1949)

## Giornalisti(4)
- Giampaolo Cadalanu, giornalista e scrittore italiano (Nuoro, n. 1958)
- Giampaolo Dossena, giornalista e scrittore italiano (Cremona, n. 1930 - Cremona, † 2009)
- Giampaolo Musumeci, giornalista, fotografo e scrittore italiano (Vicenza, n. 1972)
- Giampaolo Pansa, giornalista e scrittore italiano (Casale Monferrato, n. 1935 - Roma, † 2020)

## Hockeisti su prato(1)
- Giampaolo Medda, hockeista su prato italiano (Villasor, n. 1927 - Cagliari, † 2017)

## Imprenditori(1)
- Giampaolo Pozzo, imprenditore e dirigente sportivo italiano (Udine, n. 1941)

## Ingegneri(1)
- Giampaolo Dallara, ingegnere e imprenditore italiano (Varano de' Melegari, n. 1936)

## Martellisti(1)
- Giampaolo Urlando, ex martellista italiano (Padova, n. 1945)

## Medici(2)
- Giampaolo Vlacovich, medico e anatomista italiano (Lissa, n. 1825 - Padova, † 1899)
- Giampaolo Zucchelli, medico italiano (Livorno, n. 1927 - Livorno, † 2012)

## Musicisti(2)
- Giampaolo Bertuzzi, musicista e cantante italiano (Piacenza, n. 1964)
- Giampaolo Loddo, musicista, chitarrista e cantante italiano (Cagliari, n. 1930 - Cagliari, † 2022)

## Nobili(2)
- Giampaolo Baglioni, nobile e condottiero italiano (Perugia - Roma, † 1520)
- Giampaolo I Meli Lupi, nobile italiano (Soragna, † 1543)

## Personaggi televisivi(1)
- Giampaolo Fabrizio, personaggio televisivo e imitatore italiano (Napoli, n. 1957)

## Pianisti(1)
- Giampaolo Stuani, pianista italiano (Castiglione delle Stiviere, n. 1966)

## Pittori(1)
- Giampaolo Talani, pittore e scultore italiano (San Vincenzo, n. 1955 - Pisa, † 2018)

## Poeti(1)
- Giampaolo Baglione, poeta italiano

## Politici(4)
- Giampaolo D'Andrea, politico italiano (Potenza, n. 1949)
- Giampaolo Fatale, politico italiano (Rieti, n. 1940 - Terni, † 2013)
- Giampaolo Fogliardi, politico italiano (Castelnuovo del Garda, n. 1953)
- Gianpaolo Silvestri, politico e giornalista italiano (Villanuova sul Clisi, n. 1954)

## Psicoanalisti(1)
- Giampaolo Lai, psicoanalista italiano (Milano, n. 1931)

## Registi(3)
- Giampaolo Bernagozzi, regista e critico cinematografico italiano (Bologna, n. 1926 - Bologna, † 1986)
- Giampaolo Lomi, regista italiano (Livorno, n. 1930 - Foligno, † 2021)
- Giampaolo Zennaro, regista e scenografo italiano (Venezia, n. 1940)

## Schermidori(1)
- Giampaolo Calanchini, schermidore italiano (Argenta, n. 1937 - Bologna, † 2007)

## Scrittori(5)
- Giampaolo Barosso, scrittore italiano (Torino, n. 1937 - Montecampano, † 2014)
- Giampaolo Papi, scrittore e medico italiano (Mesagne, n. 1969)
- Giampaolo Rugarli, scrittore italiano (Napoli, n. 1932 - Olevano Romano, † 2014)
- Giampaolo Simi, scrittore, sceneggiatore e giornalista italiano (Viareggio, n. 1965)
- Giampaolo Spinato, scrittore, drammaturgo e giornalista italiano (Milano, n. 1960)

## Slittinisti(1)
- Giampaolo Ambrosi, ex slittinista italiano (Pergine Valsugana, n. 1940)

## Sociologi(1)
- Giampaolo Fabris, sociologo italiano (Livorno, n. 1938 - Milano, † 2010)

## Velocisti(1)
- Giampaolo Matteuzzi, ex velocista italiano (Firenze, n. 1932)

## Vescovi cattolici(1)
- Giampaolo Dianin, vescovo cattolico italiano (Teolo, n. 1962)

## Senza attività specificata(2)
- Giampaolo Bettamio, ex politico italiano (Bologna, n. 1939)
- Giampaolo Giuliani,  italiano (L'Aquila, n. 1947 - L'Aquila, † 2022)